# Mortadel·lo i Filemó (pel·lícula)
Mortadel·lo i Filemó, estrenada en castellà com La gran aventura de Mortadelo y Filemón és una pel·lícula còmica espanyola estrenada el 7 de febrer de 2003 i dirigida per Javier Fesser. Està basada en les historietas de Mortadel·lo i Filemó de Francisco Ibáñez, qui es va mostrar bastant satisfet amb ella, en contradicció amb les queixes dels afeccionats de l'obra original. En la pel·lícula es narra l'intent de recuperació del DDT (Desmoralitzador De Tropes) per part dels agents Mortadelo i Filemó, que ha estat robat per Nadiusko i que ha caigut en mans del tirà Calimero que vol apoderar-se del món. Ha estat doblada al català i fou emesa per TV3 el 20 d'agost de 2011.
El projecte va néixer quan, l'any 2000, el director de la pel·lícula va tenir un somni en el qual apareixien tots dos personatges. A partir d'aquest moment ell i el seu germà Guillermo Fesser van elaborar un guió amb la intenció de mantenir viu l'esperit original dels còmics. Després de donar el vistiplau l'autor de l'obra va començar el procés de producció que va durar dos anys, en la qual destaquen els seus efectes visuals, pels quals va obtenir cinc dels sis premis Goya als quals va ser candidata. Per als papers dels dos agents de la T.I.A. van ser triats Benito Pocino, actor no professional que treballa de carter, però que va ser descobert per Fesser gràcies a que un maquillador li va ensenyar una foto seva; i Pepe Viyuela, qui va intentar aconseguir el paper de l'altre agent però, al no aconseguir-lo, va decidir fer-ho pel de Filemó pel qual van presentar menys persones a les audicions. Altres actors que conformen el repartiment de la pel·lícula són Janusz Ziemniak, en el paper de Nadiusko, Paco Sagarzazu, en el paper del tirà, María Isbert, en el paper de la mare de Filemó, Mariano Venancio, en el paper de El Súper, Janfri Talpera, en el paper del professor Bacterio, Emilio Gavira, en el paper de Rompetechos, i Berta Ojea, en el paper de la secretària Ofèlia.
La seva estrena mundial es va produir a Espanya el 7 de febrer de 2003. En el seu primer cap de setmana va aconseguir recaptar 5,1 milions d'euros en 325 cinemes, convertint-se així en la segona estrena més taquiller fins a aquest moment al país. També va aconseguir la major recaptació per sala de cinema, rècord que va trigar una dècada a superar-se. Va acabar el seu periple taquiller al seu país d'origen recaptant 2.847.733,13 euros, convertint-se d'aquesta forma en la pel·lícula més taquillera d'Espanya durant aquest any. L'èxit en taquilla de la pel·lícula a Espanya va beneficiar a la historieta original en aparèixer en la portada dels diferents mitjans de comunicació. i que la cinta també s'estrenés en altres països, entre ells Itàlia, República Txeca i Rússia, però sense assolir-hi el mateix èxit que al seu país d'origen.
Algunes de les crítiques espanyoles la van lloar per la qualitat dels seus efectes especials i també per la seva banda sonora, però va haver-hi comentaris negatius sobre que el guió no mostra la idea de les historietes. En la resta de països on es va estrenar, les crítiques van ser mixtes: entorn d'un humor que uns qualifiquen com a «sàtira política generalista», que a vegades llança picades d'ullet a les comèdies de Woody Allen, i els altres com una «burla a les restes franquistes persistents en la societat espanyola».

## Argument

### Resum de la pel·lícula
El professor Bacterio es troba provant el seu nou invent, el DDT (Desmoralitzador De Tropes), quan apareix un mosquit cantaire anomenat Gustamante i en tractar de matar-lo, el laboratori acaba destrossat. Llavors arriba el Súper i Bacterio li fa una prova dels efectes de l'invent amb uns legionaris que té tancats amb xinxes carnívores per enfadar-los. Bacterio els aplica l'invent i els legionaris es tornen apàtics, sortint la prova a la perfecció. Però salta l'alarma en entrar un intrús, Nadiusko, en la zona on haurien d'estar vigilant Mortadel·lo i Filemó, els qui es troben dormint en la seva pensió. En intentar sortir del laboratori Bacterio i el Súper queden atrapats perquè quan les comportes es tanquen cauen sobre els seus peus. El Súper intenta informar els altres agents però el DDT també els ha afectat, aconseguint Nadiusko l'aparell amb total facilitat. Després de la fi de l'efecte, aconsegueixen atrapar a l'intrús però descobreixen que és una copia feta amb un altre invent de Bacterio, la màquina de copiar gent. Mentrestant, l'original ha muntat en un cotxe i es disposa a sortir del recinte i encara que no té cap sortida, Mortadel·lo i Filemó, que acaben d'arribar i ignoren la situació, obren la porta principal i Nadiusko surt sense cap problema, aconseguint també el transformador meteorològic.
En el «tereadiario» informen que el tirà Calimero, dictador de Tirània, vol «demolir» el palau de Buckingham, perquè al seu país no hi ha espai degut a la seva enorme especulació immobiliària, al que respon la reina d'Anglaterra amb empipament. Mentrestant, a la T.I.A. intenten negar el robatori del DDT. El Súper no creu que Mortadel·lo i Filemó siguin capaços de recuperar-lo pel que contracta a un agent estranger, Fredy Maces, encarregant als dos agents el trasllat dels invents del professor a un altre lloc. Els dos agents volen deixar-los a casa de la mare de Filemó al 13 Rue del Percebe, però Mortadelo acaba venent la màquina de copiar gent a Rompetechos, personatge curt de vista (i d'altura), fent-la passar per rentadora, i per error destrossen el descapotable del Súper, a més de danyar-lo físicament. A causa d'això són expulsats de la T.I.A. Nadiusko crida al Tirà oferint-li el DDT, el qual acaba acceptant per a aconseguir ser l'amo del món, descobrint-lo Fredy. Mortadelo i Filemó tenen una xerrada inspiradora sobre el pare desaparegut d'aquest últim, també agent secret, per la qual cosa decideixen anar a la recerca del DDT pel seu propi compte. S'amaguen i creuen sentir que un tal Mickey el Gegant va ser el lladre de l'aparell, per la qual cosa van en la seva cerca.
Rompetechos es presenta a casa de la mare de Filemó creient que és una oficina de reclams per a denunciar que la seva rentadora no funciona, però en realitat és una casa on es lloguen habitacions, aquesta aconsegueix desfer-se d'ell empenyent-lo pel buit de l'ascensor. Mortadel·lo i Filemó aconsegueixen entrar a la presó colpejant a un agent per a anar a la cel·la de Mickey, qui li pega una pallissa a Filemó i l'agent de policia mana a la cel·la de càstig (el “Chalecito”) als dos agents. Finalment els agents descobreixen que no té res a veure amb el robatori. Fredy entra a Tirània però un guàrdia el deté per portar pintat en la furgoneta un missatge contra la tirania, pintada amb anterioritat per Mortadel·lo com a protesta per l'explotació que li estava sotmetent el seu cap Filemó durant la mudança dels invents de Bacterio. Mentre el guàrdia maltracta Fredy, Nadiusko arriba a la frontera en el cotxe deixant el DDT i el transformador meteorològic sl seu interior, i crida al Tirà per a informar-lo que té l'invent. Fredy aconsegueix escapar del guàrdia, i tracta de fugir en el cotxe amb el qur va venir Nadiusko, però confon la palanca de marxes amb la del transformador meteorològic, activant vent polar i immobilitzant-lo de fred, que encara pot sortir del cotxe amb el DDT a la mà abans que el guàrdia l'atrapés, li arrenqués el DDT de la mà ignorant la seva importància, llançant-lo despreocupadament cap endarrere i caient a un embornal obert on acaba enfonsant-se pet desesperació de Nadiusko. Aquest llavors crida de nou al dictador tractant de fer passar el transformador meteorològic pel DDT, però el seu nerviosisme el delata i el dictador ordena la seva captura.
Fredy i Nadiusko han estat condemnats a mort i estan a punt de ser executats. El Tirà usa el transformador meteorològic creient que és el DDT, rebent un tro al cap el botxí Pototo, qui els anava a executar. Aconsegueixen sortir i a Nadiusko se li ocorre intercanviar les samarretes. L'endemà, el Tirà i el seu ajudant Klaus parlen sobre qui hauria de ser el seu successor, i Klaus li diu que el seu cunyat Esfínter és l'idoni. Fredy escolta la conversa de casualitat i informa per fax al Súper que pretén fer-se amb el lloc de successor per a així acabar amb els seus plans de dominar el món, recuperar el DDT i arribar el divendres a última hora. En aparèixer Esfínter per a entrar a la sala del Tirà, Fredy el deixa inconscient i es fa passar per ell, descobreix Nadiusko i informa els guàrdies del parador d'aquest, que acaba afusellat, mentre ell i el Tirà xerren sobre la successió, ja que aquest vol deixar el càrrec i li ensenya els seus peus, que tenen sis dits. El divendres, Bacterio li ensenya al Súper un paquet on està la samarreta foradada de Fredy, per la qual cosa, creient-lo mort, decideixen que Mortadel·lo ha de ser qui es faci passar pel successor. Mortadel·lo, mostrant el seu peu descalç, és fotografiat per Bacterio, qui posa el dit en l'objectiu. Mentre a la presó, Filemó descobreix que Mortadel·lo ha marxat i crida que és agent de la T.I.A., descobrint-lo el dolent Matraca, que casualment comparteix cel·la amb ell des d'aquell mateix matí, i li pega una pallissa.
El Tirà i Fredy xerren sobre els seus plans de construcció per a aconseguir més diners. Tots dos es dirigeixen a una construcció d'una bola de ciment que el Tirà dispara i cau sobre el palau de Buckingham; a més ensenya a Fredy la riquesa que té. A Fredy se li desperta la cobdícia i decideix que vol convertir-se realment en el successor del Tirà. Mentre continuen conversant, el Tirà rep un fax amb adreça 13 Rue del Percebe de Mortadel·lo, que pel dit en l'objectiu, sembla que té sis dits als peus. Filemó es troba a la presó i descobreix que Mickey es va donar a la fugida fent una esquerda en la paret i decideix escapar-se. Mentrestant, El Súper i Mortadel·lo parlen sobre el pla i Bacterio els informa que Filemó havia escapat de la presó. La mare de Filemó entra a la seva casa i descobreix a Fredy en l'armari, qui s'espanta en veure-la i es colpeja el cap. En despertar, la mare l'ajuda al fet que es reposi, quan apareix Mortadelo creient que serà allí el seu company però veu que és Fredy. Aquest intenta acabar amb Mortadel·lo creient que és l'autèntic hereu i Mortadel·lo acaba clavat en la paret amb un llum. La mare de Filemó colpeja i deixa inconscient Fredy, obre la seva bossa i tira per la finestra una bomba que hi havia en el seu interior, que cau sobre el cap de Filemó que sortia per l'embornal, provocant una explosió que derrueix la façana del 13 Rue del Percebe. Fredy, recuperat, segresta la mare de Filemó, li deixa una nota clavada en la paret i colpeja Rompetechos, qui continuava creient que havia comprat una rentadora i portava la Màquina de copiar gent de nou al que ell creia l'Oficina de Reclamacions, deixant-lo inconscient i usant la furgoneta per a anar a Tirania.
Els dos agents es dirigeixen a la caserna general de la T.I.A. i Filemó diu a Mortadel·lo que es prepari per fer un viatge per anar a salvar al món i a la seva mare. El Súper li dona els bitllets per a anar a Tirania per als dos agents i Ofelia. Mentrestant, en el palau del Tirà, Fredy serà nomenat successor. Mentre parla el Tirà, Fredy li sent que les seves comeses no anaven a ser tan propicis; atendre pesades reclamacions i obrir possibles paquets-bomba. Decideix fer un cop d'estat, i parla amb un dels treballadors del palau i li ordena que quan surti al balcó li doni al transformador meteorològic. Els agents arriben al palau, Filemó descobreix la seva mare i Rompetechos a la sala de tortura i mitjançant la Màquina de convèncer ordena Pototo que es talli el cap mentre Mortadel·lo i Ofelia intenten arribar a la sala del Tirà perquè Mortadel·lo sigui nomenat com a successor. El Tirà se sorprèn que es presenti, però Mortadel·lo renuncia i nomena a la reina d'Anglaterra com a successora perquè Ofelia no sigui assassinada per Fredy, que la té d'ostatge. Ofelia es fa passar per reina i es posa a cantar. El Tirà descobreix que Mortadel·lo és un impostor i el mata, quan jeu als braços de Filemó, el Tirà veu els peus a Filemó i té sis dits, i descobreix que ell és l'autèntic successor perquè la seva mare, Menchu, i ell van ser parella. Filemó li dona a Mortadel·lo aigua d'una copa que resulta ser el Sant Greal, salvant-li la vida. Menchu i Calimero se'n van de viatge, però ell és atropellat i ella es queda amb els diners, convertint el 13 Rue del Percebe en un pàrquing. Al final, els dos agents arriben a Espanya i són lloats per tots. El Súper els diu que portaran el pes de l'agència, cosa que fan literalment en haver de realitzar la mudança de l'organització.

### Temàtica de la pel·lícula

#### Humor
L'humor de la pel·lícula se centra en la caricatura de la societat espanyola. Val a dir que el mateix humor és diferent entre la historieta i la pel·lícula, ja que Fesser utilitza un llenguatge groller en comptes d'usar els insults habituals d'Ibáñez com cabestro o merluzo, que a penes s'utilitzen en la pel·lícula. Davant això Javier Fesser va dir: «quan en una bafarada apareix un raig travessant a un porc. Tu què penses que està dient el personatge?», Ibáñez va aprovar aquesta decisió afirmant que el llenguatge de la historieta i el cinema són diferents i que al principi utilitzava aquest vocabulari per a escapar de la censura del moment.

#### Al·lusions a altres obres
El llargmetratge no se centra en cap historieta en concret, però presa certs acudits d'algunes d'elles que van tenir fama, i els insereix en el seu guió; alguns dels acudits procedeixen dels següents àlbums:
- El Sulfat Atòmic: l'atrotinat autocar de la companyia «L'Avió», el cartell visiti Tirania i el discurs final de Rompetechos.
- Chapeau el "esmirriau": destrossen el descapotable d'El Súper.
- El caso del bacalao: utilitzen la mateixa entrada del fanal.
- Safari pels carrers: desperten de la mateixa manera.
- La caja de diez cerrojos: l'escena del Súper muntant en cavallet de fusta.
- El estropicio meteorológico: inventa el Professor Bacterio el transformador o trasmutador meteorològic.
- Los gamberros: Mortadelo i Filemó tiren un pols per a decidir qui dels dos porta a sopar a Ofelia.

- Ús habitual en les històries: el sabatòfon i els detalls «de fons» bastant surrealistes com un esquimal pel carrer o un mico amb un carro.

Al llarg de la pel·lícula apareixen personatges d'altres sèries d'Ibáñez, Rompetechos i 13, Rue del Percebe, d'aquesta última sol alguns com són el botiguer, el lladre i la portera, i es van crear alguns nous com la mare de Filemó. El personatge de Rompetechos es mostra com un nostàlgic del règim franquista, una cosa aliena a les seves historietes. Davant això Fesser va respondre: «un tipus baixet, amb bigoti i que està sempre enfadat ha de ser fatxa».
També són esmentades altres obres de diferents autors com són Zipi i Zape, de José Escobar, Las hermanas Gilda i Anacleto, agente secreto de Manuel Vázquez. Sobre aquesta última història el crític José Joaquín Rodríguez va afirmar que el seu protagonista simbolitzava al seu veritable pare (encara que més tard descobrirà que no es tracta d'un agent secret sinó d'un dictador). Hi ha referències a la seva pel·lícula anterior en aparèixer la frase «a sanejar», fent esment a Usillos. Fesser utilitza també el seu anomenat objecte fetitxe, una bombona de butà. El nom de l'invent, DDT, fa esment a la revista homònima de l'Editorial Bruguera.

### Altres diferències entre la pel·lícula i la historieta original
Existeixen altres notables diferències entre la pel·lícula i la historieta original: algunes parts de la pel·lícula mostren una idea humanitzadora, mentre que Ibáñez únicament utilitza l'humor per l'humor. El crític Antonio Tausiet, també va observar que, mentre que utilitza l'animositat penosa de manera habitual (pel fet que aquesta sèrie va començar quan es trobava vigent el règim franquista) en la seva vida, Fesser ho presenta com un exagerat vernís que mostra la seva decadència. Una altra diferència important és relativa al pare de Filemó: en la pel·lícula, Filemó s'ha criat amb la seva mare i no coneix al seu progenitor, mentre que en les historietes sí que apareix el pare de Filemó al costat de la seva mare, concretament a Su vida privada (1997) i ¡Misión Triunfo! (2002).

## Repartiment
- Mortadel·lo, és alt, calb i amb ulleres. Té l'habilitat de disfressaarse de qualsevol cosa, la qual cosa ve molt bé a l'hora de fugir dels embolics en els quals es fica. Malgrat la seva falta total de sentit comú, sol ser ell el que per sort resol els casos.[18] Està interpretat per Benito Pocino, a qui li va resultar interessant, ja que va haver de donar-li en una mateixa seqüència diferents matisos,[19] no obstant això, al no ser un actor professional, va necessitar d'un preparador per a poder vocalitzar.[20]Per encarnar al personatge de Mortadel·lo ses van formar grans cues en les audicions,[7] no obstant això el triat va ser Benito Pocino qui no es va presentar, ja que el director el va descobrir després d'ensenyar-li un maquillador una foto de l'actor.[1] L'actor és sobrenomenat pels seus amics «Mortadelo», a causa de la seva gran semblança, aquest paper rl va fer saltar a la fama i molts van veure en la semblança de l'actor amb el personatge un dels motius del gran èxit en taquilla de la pel·lícula.[21]

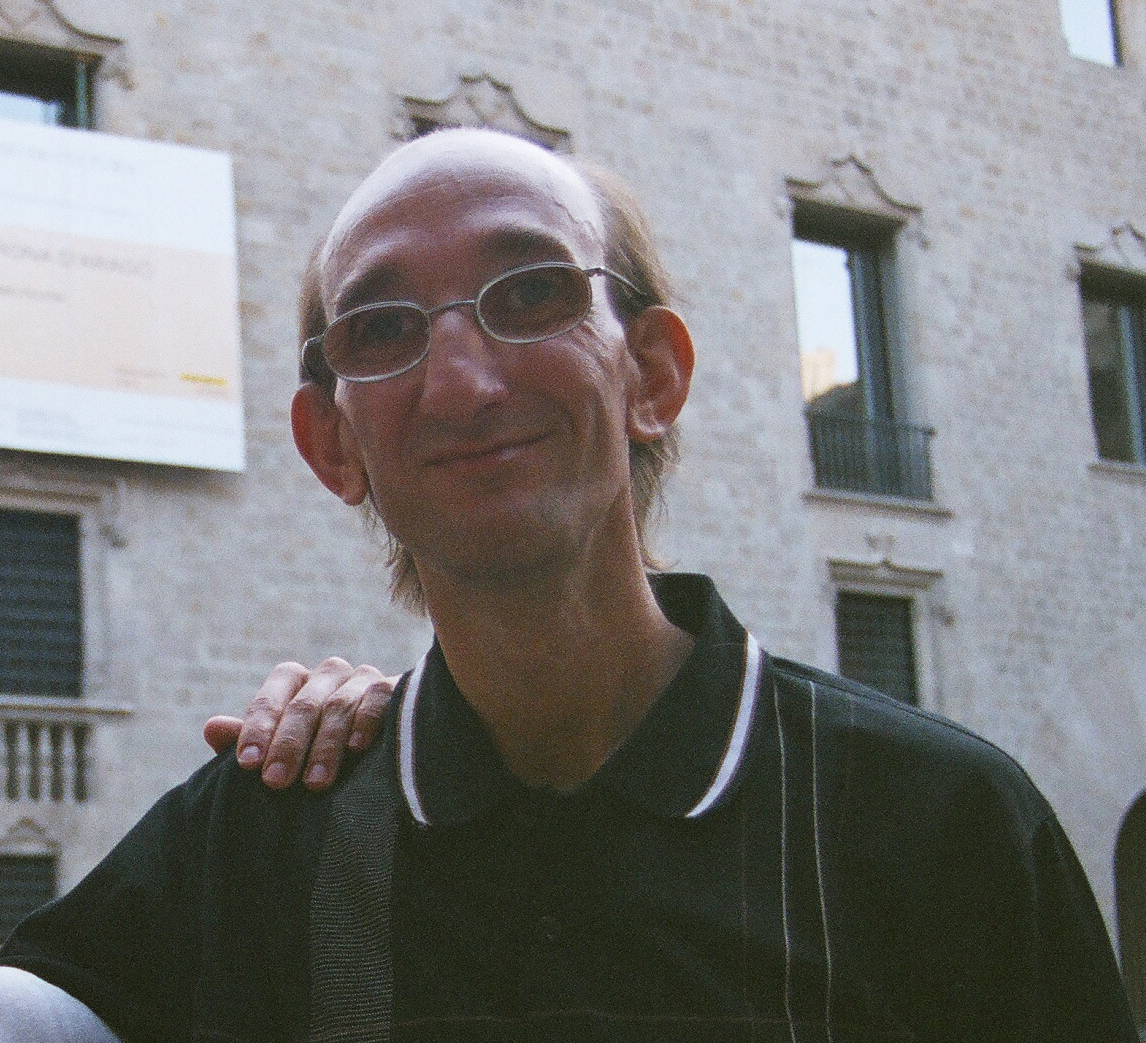
Per encarnar al personatge de Mortadel·lo ses van formar grans cues en les audicions, no obstant això el triat va ser Benito Pocino qui no es va presentar, ja que el director el va descobrir després d'ensenyar-li un maquillador una foto de l'actor. L'actor és sobrenomenat pels seus amics «Mortadelo», a causa de la seva gran semblança, aquest paper rl va fer saltar a la fama i molts van veure en la semblança de l'actor amb el personatge un dels motius del gran èxit en taquilla de la pel·lícula.

- Filemó, amb dos pèls al cap, és (suposadament) el cervell de la parella, el seu gran problema és que s'emporta les bregues pels errors comesos pel seu company.[18] Està interpretat per Pepe Viyuela, qui va informar que en la pel·lícula veurien als personatges però amb els matisos de Javier Fesser. Qualifica al seu personatge de comú, i creu que està dins de tots nosaltres, sent la part de la persona que es resisteix a quedar-se amb el que té i cerca més, però no pot a causa de la seva mediocritat. Viyuela no es va plantejar donar-li un matís psicològic, exceptuant petits trets com que encara que és un gasiu, té un gran cor, amb el que va fer un conjunt de les idees que sabia i que Fesser li anava demanant.[19]

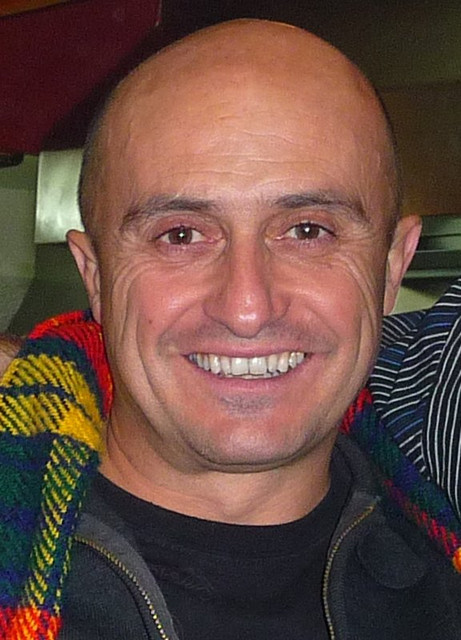
Les audicions per a triar a l'actor que interpretés a Filemó es trobaven buides enfront de les quals hi havia per a Mortadelo. La representació de la pel·lícula difereix de la mostrada en l'obra en mostrar bons sentiments cap a pares, mentre que Ibáñez ho qualifica com una mala persona que els vendria. En la imatge Pepe Viyuela, actor que encarna al personatge. S'havia presentat al principi per al càsting de Mortadel·lo, però, al no obtenir el paper, es va presentar al de l'altre agent, que va aconseguir.

- Ofelia, rossa i grassoneta, és la secretària del Súper, sempre s'enfada amb els dos agents per les bromes que li fan, si bé, cada vegada que Mortadel·lo la crida es posa molt feliç.[18] Va ser interpretada per Berta Ojea, a qui el que més el va sorprendre del seu personatge és que l'insultaven tota l'estona i que, encara que els respon amb cops, mai arriba a rebel·lar-se del tot. Ella es veu com una dona maca sense importar-li el que digui el món i qualsevol cosa bonica que li diuen li encanta, fet que més li va agradar a Berta del personatge, ja que es veu totalment diferent, a més de la tendresa que desprèn Ofelia. Berta es va posar en la situació del personatge per a poder «encarnar-lo»: ho mostra cantant en diferents parts de la pel·lícula com a mitjà d'expressió de la seva alegria.[19]
- Fredy Mazas és un superagente estranger que busca fer-se amb el «Macguffin» abans que els dos agents, si bé conforme avança la trama els seus interessos canvien.[1]Està interpretat per Dominique Pinon, qui ho qualifica com un home fanfarró que pretén prendre les regnes del poder; el qualifica de graciós a l'ésser un personatge de còmic que és el que sembla. Li va interessar el paper degut a la dificultat d'aconseguir recrear el personatge amb tantes escenes d'acció seguides, a més de la seva dificultat per a poder parlar en espanyol, al no ser la seva llengua nativa.[19]
- El tirà Calimero és el dictador de Tirania i sempre està construint edificis per a obtenir més diners; se li ha comparat amb el personatge Antofagasto Panocho,[22] i amb el personatge de Rufus T. Firefly interpretat por Groucho Marx en la pel·lícula Duck Soup i satiritza Francisco Franco,[15] afirmació aquesta última corroborada per Fesser.[16] Està interpretat per Paco Sagárzazu, qui es va divertir molt amb el seu personatge i el qualifica com una mescla entre Augusto Pinochet i Francisco Franco. Sagárzazu va interpretar al seu propi tirà, ja que tots en algun moment ho som.[19]
- El Súper és el cap de tots dos agents i superintendent de la T.I.A., té formes bastant curioses per cridar als seus agents i els persegueix pels llocs més estranys en la seva cerca.[18] Està interpretat per Mariano Venancio qui el classifica com de molt impetuós però que en el seu interior té bon cor.[19]
- Professor Bacterio, és el científic boig de l'agència, els seus invents solen portar més problemes que ajuda als agents.[18] Està interpretat per Janfri Talpera, qui es va quedar sorprès en ser triat per a aquest paper, per no veure's com el més idoni. Talpera explica que no es va preparar el seu paper, ni es va documentar sobre ell.[19]
- María Isbert és la mare de Filemó, la va qualificar com una dona que sempre està atenta de les aventures de Filemó, posant-se en moltes ocasions pesada i també una mica maruja. María només va obeir a Javier per a encarnar al seu personatge, cosa que sempre ha fet en totes les seves pel·lícules. La seva primera impressió del guió va ser la d'un noi que era amant de fer les coses més difícils.[19]
- Rompetechos és un senyor baixet amb problemes de visió que fan que es fiqui en nombrosos embolics.[18]Està interpretat per Emilio Gavira, qui el qualifica com a baixet, cap gros i miop, per la qual cosa en múltiples ocasions confon coses i pensa que el món està en contra seva. Francisco Ibáñez el va crear pensant en si mateix. La major dificultat per a Emilio Gavira va ser dirigir-se als diferents llocs, ja que les ulleres que usava tenien una graduació situada entre les catorze i les divuit diòptrias.[19]
- Klaus és l'ajudant del tirà Calimero i l'informa de tot el que li esdevé al país. Està interpretat per Germán Montaner qui ho qualifica com el xicot per a tot a Tirania, ja que és l'ajudant del tirà, qui permet que surtin bé les coses al país, s'encarrega de la vigilància i a més s'ocupa dels plans estratègics. Encara que sigui Calimero qui mana, ell és el que s'encarrega de tot.[19]

Altres personatges són:
- Eduardo Gómez Manzano (Cornejo)
- Javier Aller (Mickey el gegant).
- Emiliana Olmedo (Reina d'Anglaterra).
- Janusz Ziemniak (Nadiusko): El director el va conèixer per casualitat a El milagro de P. Tinto en un taller mecànic on preparaven el motocarro de la pel·lícula. Ho qualifica com un gran actor que hauria de ser més conegut.[16]
- Luis Ciges (tècnic especialista en pilotes de ciment fresc). Aquesta va ser la seva última actuació, perquè va morir mesos abans de la seva estrena al cinema. En la pel·lícula a penes apareix un minut, si bé va comentar Fesser: «Serà només un minut, però un minut genial».[23]

### Doblatge
La veu de Benito Pocino va ser posteriorment doblada en algunes parts per la de Carlos Latre, igual que Juan Luis Cano que posa veu a un dels legionaris i el director que posa la veu dels titulars. Latre també va doblar a tres personatges però no es van especificar quins. El doblatge va ser realitzat als estudis EXA de Madrid.

## Producció
La pel·lícula està produïda per Películas Pendelton en coproducció amb Sogecine, sent els productors executius Luis Manso, Enrique López Lavigne i Fernando Bovaria, aquest últim en aquest moment cap de producció de Sogecine, qui va ser el productor d'una altra superproducció, Agora. Comptant amb la participació de Telecinco i Canal +, a distribució es va dur a terme per la filial a Espanya de Warner Bros. i amb la subvenció del Institut de Crèdit Oficial i el Ministeri de Cultura d'Espanya. La pel·lícula es va convertir en la primera adaptació no animada dels personatges, si bé ja havia gaudit d'altres adaptacions a la pantalla gran com són els curtmetratges d'animació de Rafael Vara i alguns autors nomenen a una altra obra, Crimen imperfecto de Fernando Fernán Gómez, com la primera en imatge real que s'inspira en ells, encara que en aquest cas de forma no oficial.

### Orígens

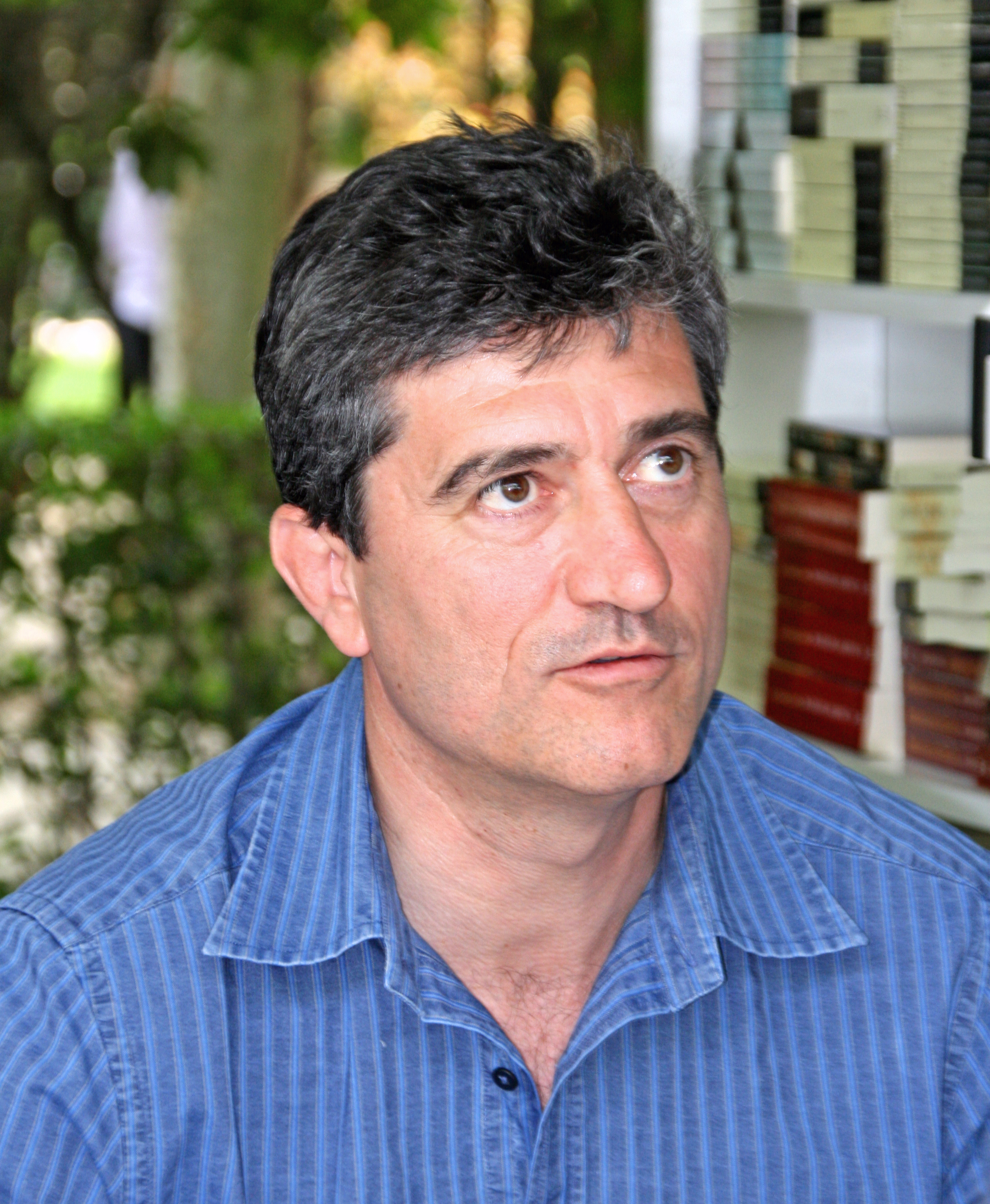
Guillermo Fesser co-guionista de la pel·lícula i germà del director. Aquesta mateixa funció ja l'havia realitzat en la pel·lícula anterior dirigida per la seva germà.

Javier Fesser ja havia demostrat en anteriors treballs, El milagro de P. Tinto i Aquel ritmillo, que era capaç d'ambientar la societat espanyola mostrada en les historietes d'Ibáñez, a més d'haver declarat que de petit llegia bastants les seves aventures. El projecte va néixer quan, a mitjan octubre de l'any 2000, el propi Fesser va tenir un somni en el qual apareixien tots dos personatges, si bé un altre dels que es barallaven era Miguel Bardem pel seu treball La mujer más fea del mundo, qui més tard dirigiria la seva seqüela. El motiu que finalment Fesser fos el triat va poder haver-se d'al fet que gran part dels afeccionats van començar a valorar la possibilitat de gaudir la pel·lícula en veure que figurava entre els candidats. Per a aconseguir portar els personatges a la pantalla gran van haver de comprar els drets d'explotació a Francisco Ibáñez i a Edicions B, l'autor de l'obra no estava al principi per la labor de portar-los al cinema degut al poc èxit de les últimes adaptacions realitzades sobre els agents, però, després de xerrar amb el director, va aprovar el projecte en veure'l com una bona oportunitat de promocionar als seus personatges, i rescatar a uns altres en aquest moment oblidats com Rompetechos o 13, Rue del Percebe.
Després de l'aprovació d'Ibáñez, Juan Antonio Roig-Francolí va realitzar el guió gràfic, i, més tard, Fesser va començar la redacció del guió juntament amb el seu germà Guillermo, amb la intenció de mantenir l'esperit de les historietes, si bé Javier va explicar que, malgrat haver rescatat la filosofia que mostra Ibáñez en els seus còmics, no van intentar construir un escenari igual que el de les historietes, només mostrar les sensacions que hi ha en l'obra, incloent les dels personatges. Una vegada finalitzada la redacció del guió li ho van lliurar a Ibáñez perquè el revisés i, encara que al principi el va trobar pesat i va tractar d'afegir alguns gags, però Fesser li va dir a Ibáñez "tranquil, quan el vegis en la pantalla gran serà diferent", i va decidir no incloure'ls. Va haver-hi diferències entre els realitzadors i l'autor quant a la interpretació dels personatges, ja que mentre Fesser volia que el personatge amb el qual s'identifiqués l'espectador fos Filemó en el seu paper de perdedor que no obstant això intenta fer bé les coses, Ibáñez considera que els seus personatges són dues «males persones» que «vendrien a la seva pròpia mare» i sempre ha vist a Mortadelo com l'autèntic protagonista de la sèrie.

### Elecció del repartiment
Fesser va voler que els personatges fossin fotocòpies dels personatges d'Ibáñez, això va fer que l'elecció dels dos agents li resultés una autèntica penalitat. En els càstings es van formar cues enormes per a aconseguir encarnar a Mortadel·lo però van quedar bastant buides per Filemó. Fesser va saber de l'existència de Pocino gràcies a un maquillador, qui buscava un pentinat per al personatge de la mare de Filemó, li va ensenyar una foto seva i va decidir contactar amb ell per a oferir-li el paper de protagonista, si bé Pocino no és actor professional sinó carter. Gran part del repartiment de la pel·lícula anterior de Fesser va ser utilitzat en la pel·lícula, destacant els actors Pepe Viyuela, qui va fer prova per a Mortadel·lo, però al no ser seleccionat es va presentar per a Filemó i va ser l'escollit, Emilio Gavira, que va ser escollit després que Fesser el veiés caracteritzat com a Rompetechos, o Janfri Topera qui interpreta al professor Bacterio. L'elecció d'actors de la seva anterior pel·lícula no va agradar a part del públic perquè els semblava trobar-se veient El milagro de P. Tinto, sobre això Fesser va respondre que si a ell li hagués semblat que recordés a aquesta pel·lícula no els hagués donat els papers. Encara que un d'ells, Luis Ciges, no anava a participar al principi en la pel·lícula, perquè ja estava molt malalt i Fesser no volia insistir-li; no obstant això, l'actor es va presentar un dia en el rodatge de la pel·lícula i ell mateix va improvisar la seva escena.

### Rodatge
El rodatge, que es va prolongar des de l'11 de març al 12 d'agost de 2002, es va realitzar en la seva major part en interiors però les últimes imatges del discurs de "El tirà" al balcó de l'ajuntament estan rodades en la Universitat Laboral de Gijón. La desfilada triomfal de Mortadelo i Filemó al final de la pel·lícula està rodat en el barri del Carme de València. Igualment la escena de la 13 Rue del Percebe es va rodar al carrer de Dalt núero 24, també al el barri del Carme de València, i els veïns de l'edifici van haver de parar la reforma de la casa a canvi d'una mòdica quantitat de diners. Altres localitzacions es van realitzar en la Comunitat de Madrid. A més el rodatge es va emportar amb la més absoluta discreció, a tal grau que cap periodista va poder prendre fotografies ni accedir a les localitzacions del rodatge, fins i tot van arribar a filtrar fotografies a la premsa amb alguns personatges que després no van aparèixer a la pel·lícula. Conforme avançava el rodatge, els responsables de la pel·lícula anaven informant Francisco de la seva marxa.

### Estètica
La tasca de la direcció artística li va ser encomanada a César Macarrón, qui ja havia realitzat la mateixa funció a El milagro de P. Tinto i a El secdleto de la tlompeta de Fesser. Una de les dificultats davant les quals es va trobar va ser la de portar les textures mostrades per Ibáñez a la pantalla, ja que es tracten d'estructures arquetípiques en les quals només en una part de l'objecte es mostra el seu element característic per a aconseguir un efecte superficial de l'objecte en qüestió. Si bé també manté l'estètica que va utilitzar en els anteriors treballs del director.
L'encarregada de dissenyar el vestuari va ser Tatiana Hernández la qual va tractar de mostrar-lo com les imatges bidimensionals i el cromatisme propis de l'obra d'Ibáñez. Per als vehicles, César Macarrón va aconseguir un total de 43 per a la pel·lícula procedents de la col·lecció del toledà Vicente Pavía de procedència sueca, espanyola, francesa i italiana. Entre ells destaca un Packard de l'any 1928 que va ser utilitzat com L'avió o un Cadillac de vuit cilindres amb el qual realitzen el passeig triomfal els agents.

## Postproducció

### Efectes visuals
La pel·lícula, després de la finalització de les tretze setmanes de rodatge, va tenir sis mesos de postproducció en els quals es van realitzar els efectes especials. La postproducció va ser realitzada en Daiquiri, en la qual treballaven entre 15 i 30 persones diàriament, els qui van tenir la missió de digitalitzar els 150.000 fotogrames de la pel·lícula, creant 400 plans digitals (havent-hi un efecte especial per cada dos plans) amb més de 60 trucs digitals. D'aquesta forma, es va convertir en la pel·lícula espanyola amb major nombre d'efectes fins a aquest moment, 260 entre efectes digitals i especials. Alguns dels trucs digitals utilitzats en la pel·lícula van ser:
- Rompetechos i el gat: Tots dos són reals, el truc es troba en la superposició de plans reals i digitals. Tots dos són filmats per separat. Primer Rompetechos dona voltes a la manovella, després el gat sobre l'assecadora on una altra persona l'agafa de les potes i tira d'ell. Més tard, per ordinador, es crea al gat passant pel corró. I després s'uneixen totes dues accions en una sola.
- El despertar de Mortadelo i Filemó: Va ser al costat de la de l'esfondrament de l'edifici 13 Rue del Percebe, l'escena més difícil de rodar. Tots dos personatges van ser filmats per separat, igual que el fons de la finestra, els llits i el peglatí. Posteriorment es van crear els elements 3D; en total, van ser cinc elements filmats en aquesta tècnica.[34]

### Banda sonora
A tres setmanes de l'estrena no s'havia realitzat cap banda sonora de la pel·lícula. Al principi anava a ser realitzada per Roque Baños però, per falta de temps, va decidir no fer-ho i els nous realitzadors ho van aconseguir en tan sols 13 dies. La cançó de la pel·lícula és  Mortadelo y Filemón, dos capullos en acción  de l'argentí Andy Chango, on es poden sentir frases com «El viejo Mortadelo y el noble Filemón» i «No sé por qué sufre el pobre Filemón». La resta de la banda sonora va ser realitzada per Rafael Arnau i Mario Gosálvez i interpretada per l'Orquestra Simfònica de Bratislava. D'antuvi Arnau anava a fer-ho en solitari però, en veure que no tenia temps per a aconseguir-ho, va decidir col·laborar per primera vegada amb el seu amic Gosálvez.D'acord amb Joaquín R. Fernández, del lloc web La Butaca, «la música de Mortadel·lo i Filemó intenta emmotllar-se al que succeeix en la pantalla, aconseguint-ho en nombroses de les escenes que conformen el relat. Hi ha passatges en els que l'ús del sintetitzador es torna tosc i potiner». A continuació s'ofereix la llista de cançons que conformen la banda sonora:
| Núm. | Títol                                                         | Durada |
| ---- | ------------------------------------------------------------- | ------ |
| 1.   | «Mortadelo y Filemón dos capullos en acción - Andy Chango»    |        |
| 2.   | «El laboratorio de Bacterio - Mario Gosálvez»                 |        |
| 3.   | «Acción y mamporros - Rafael Arnau»                           |        |
| 4.   | «Tontería y cachiporros - Rafael Arnau»                       |        |
| 5.   | «Fredy - Rafael Arnau»                                        |        |
| 6.   | «Tirania - Rafael Arnau»                                      |        |
| 7.   | «El banco - Mario Gosálvez»                                   |        |
| 8.   | «Rompetechos - Mario Gosálvez»                                |        |
| 9.   | «Rue del percebe - Mario Gosálvez»                            |        |
| 10.  | «El discurso del tirano - Mario Gosálvez»                     |        |
| 11.  | «Carreras y trompazos - Mario Gosálvez»                       |        |
| 12.  | «Muerte y resurrección de Mortadelo - Rafael Arnau»           |        |
| 13.  | «Grand percebe street - Mario Gosálvez»                       |        |
| 14.  | «Deditos - Rafael Arnau»                                      |        |
| 15.  | «El secuestro de la Sra. Filemón + periódicos - Rafael Arnau» |        |

Al llarg de la pel·lícula apareixen altres cançons que no pertanyen a la seva banda sonora original, com són Tombe du Ciel escrita i interpretada per Charles Trenet; La vie en rose escrita per Mack David, Édith Piaf, i Louiguy i interpretada per Louis Armstrong; ' Qué será, será escrita per Ray Evans i interpretada per Jay Livingston;  Mi carro  escrita per Rafael Jaén i interpretada per Manolo Escobar; King of the Road  escrita i interpretada per Roger Miller; Yes Sir, I Can Boogie  escrita per Frank Dostal i Rolf Soja i interpretada per Baccara; Somos novios  escrita i interpretada per Armando Manzanero; Españolear  escrita per José Espeita i Luis Lucena e interpretada per aquest últim; i  Martial  escrita per Walter Collins. A la pel·lícula Berta Ojea, qui interpreta a Ofelia, canta la cançó del Netol, un jingle del producte homònim que netejava i polia els metalls.

### Promoció
No es va saber res de la realització fins que al novembre de 2002 va aparèixer en els fòrums d'internet un fragment de la pel·lícula, on s'apreciaven els efectes especials i la caracterització dels personatges. A poc a poc la notícia de l'estrena de la pel·lícula va anar augmentant entre els espectadors i va començar la campanya oficial on van aparèixer espots publicitaris tant al cinema com en la televisió. També es va crear la pàgina web oficial de la pel·lícula, www.mortadeloyfilemonlapeli.com, on apareixien alguns tràilers i la cançó oficial. Toni Galindo va ser l'encarregat de dissenyar els diferents cartells de la pel·lícula i encarregar-se de tot el relacionat amb el llançament publicitari, mentre que Ibáñez va acudir a diversos actes de promoció. La seva presentació oficial es va produir el dimarts 4 de febrer de 2003 a la sala 16 dels cinemes UGC a dos quarts d'onze del matí, que va estar plena a causa de l'expectació del públic, mentre que la preestrena es va produir l'endemà passat a Madrid on van estar rostres coneguts de la societat espanyola com Álex de la Iglesia, Fonsi Nieto, Elsa Pataky i Ana García Siñeriz entre d'altres. Després de l'estrena els personatges van tenir major importància en els mitjans de comunicació.
La pel·lícula també va participar en alguns festivals: en 2003 en el Mercat de Cinema del Festival de Canes al costat de 34 del mateix país i, en 2009, en la vint-i-quatrena edició del Festival Internacional de Cinema de Mar del Plata on es va fer una retrospectiva del director mostrant tant els seus llargmetratges com els seus curts. També es van fer exposicions amb finalitats promocionals com una mostra de fotografia del rodatge realitzades pel mateix director en la FNAC de Callao o dues exposicions dels cotxes utilitzats en la pel·lícula, una en el centre Nassica a Getafe i una altra a la sala Factory Sevilla Aeroport a Dos Hermanas, encara que només es van mostrar 20 dels 43.

## Recepció

### Autor
Encara que molts fans van criticar la pel·lícula, Ibáñez la va valorar positivament, a pesar que abans havia estat crític amb l'adaptació televisiva d'un altre personatge seu, El botones Sacarino, i amb els curtmetratges d'animació de Mortadel·lo. A més, li era igual com sortís la pel·lícula, l'important era que el concepte dels personatges havia estat portat a la pantalla gran; sla seva resposta en veure la pel·lícula va ser:
| « | «Després de les adaptacions en dibuixos, dos en televisió i una als cinemes, em vaig dir a mi mateix que si accedia a dur a terme aquest projecte, seria l'última vegada. Després de dir que sí, vaig estar nerviós fins que vaig veure el resultat final. Quan vaig poder veure'ls en pantalla me’n vaig alegrar bastant». | » |

### Crítica

#### Espanya
Federico Marín Bellón, del diari ABC, li va posar una puntuació de dues estrelles sobre cinc, qualificant-la com a interessant, on va aprovar la qualitat dels seus efectes visuals, el procés de selecció del repartiment i la dificultat de portar a aquests personatges a la pantalla gran, encara que va esmentar que aquesta pecava en tenir un guió bastant embullat. Jordi Costa, de Fotogramas, li va posar una puntuació de cinc estrelles sobre cinc, qualificant-la com a imprescindible i dient que «La gran aventura... és a l'univers imaginari d'Ibáñez el que en el seu moment el fellinià Toby Dammit va ser a l'univers de Poe: una summa subjectiva, una reinterpretació a la seva bola però atentíssima als detalls, fidelíssima a l'esperit. La presència (breu, pòstuma, però irresistible) de Luis Ciges permet tirar un altre llaç: el film és el model de mutació que podria haver generat l'Escola de Barcelona d'haver descobert el poder i l'eloqüència de la xorrada». Per la seva part Joaquín R. Fernández de lloc web La butaca va afirmar que «si bé s'oblida res més sortir del cinema i la seva narració no es presenta tot el cohesionada que degués, serveix almenys per a passar una bona estona i per a diversificar les monòtones temàtiques del cinema espanyol. Les caracteritzacions dels personatges contribueixen en gran manera al fet que ens introduïm en l'absurd univers de Francisco Ibáñez». Mentre que el reconegut crític Carlos Aguilar al seu llibre Guía del cine español va escriure que «els comptats moments en què és fidel al còmic original tenen gràcia i fins i tot encant», però va qualificar d'«esgotador despropòsit» a la resta del metratge. Per la seva part Fanzine digital malgrat «conservar la mateixa espurna i aquesta afició a desmitificar i presentar un costat tronat que tan bé plasmava l'il·lustre dibuixant», únicament es «limita més a un espectacle imparable de despropòsits i baralles, que del riure inicial per la contundència, acaba per convertir-se en una cosa quotidiana que esgota a partir de la primera hora», arribant a la conclusió que era inferior a la ópera prima del director.

#### Altres països
En la resta de països europeus on es va estrenar va ser rebuda de manera desigual per la crítica. En Itàlia Lietta Tornabuoni escribó en La Stampa que «agitat, ximple, dinàmic, Spia + Spia és divertida, però els seus personatges són divertits i també ho són malgrat el seu aspecte canalla i les seves accions trompellots. La pel·lícula és un curiós exemple de sàtira política generalista però eficaç i no és una simple comèdia per a riure's». La crítica italiana Alessandra Montesanto va afirmar que és «un llargmetratge a l'estil dels dibuixos animats, però poblat per personatges de carn i os que són aixafats, doblegats, colpejats i segueixen en peus a l'estil del coiot del Correcaminos. Marcat per un ritme frenètic, acudits hilarants i gags continus està a l'abast dels espectadors més joves però compta alhora amb una trama no del tot mancat de referències a la sàtira política, amb picades d'ullet a Woody Allen. Però, tal vegada de tant en tant, vostè ha de dir, parafrasejant a una gran pel·lícula del gran Mássimo Troisi: «l'única cosa que podem fer és riure». No obstant això els crítics Laura, Luisa i Morando Morandini de Mymovies.it es van mostrar molt crítics amb la pel·lícula, arribant a la conclusió que és un «producte d'alt nivell amb escenes i efectes especials d'impacte, és una pel·lícula que no respecta, a propòsit, l'esperit infantil dels còmics originals i que es fa encara més obvi en la precipitada edició italiana de Tonino Accolla, on el nom dels protagonistes és Mortazzolo i Rincobronco».
A Alemanya un crític va escriure en el periòdic Stuttgarter Zeitung va afirmar que «moltes coses en Clever & Smart són un dolor que s'inclina a la paròdia estúpida, suposadament real, com la burla a les restes feixistes en la societat espanyola, i la quantitat de gags no aconsegueixen que la comèdia arribi a divertir». D'altra banda el del periòdic de la mateixa nacionalitat, Cinema, la va valorar més positivament comentant que «Clever & Smart manté l'alt nivell d'humor dels àlbums d'Ibáñez com el personatge del tirà i els seus intents de destruir el Palau de Buckingham, però venen amb un nivell menor».

### Premis
La pel·lícula va ser nominada en 10 ocasions de les quals va sortir vencedora en set ocasions. Dins tots ells destancan els cinc premis Goya amb a més una nominació. També cal esmentar que una d'elles va ser nominada a un premi irònic (aquells que valoren al pitjor que s'ha fet en una any) que són els Premis Godoy. A més d'aquests premis i nominacions va aconseguir un Túria, un Expocine (centrat en el seu èxit en taquilla) i una nominació a la Unión de Actores (sindicat d'actors).
| Premi                              | Categoria                                    | Receptor(s)                                         | Resultat    |
| ---------------------------------- | -------------------------------------------- | --------------------------------------------------- | ----------- |
| Premis Goya 2003                   | Millor direcció artística                    | César Macarrón                                      | Guanyador   |
| Premis Goya 2003                   | Millor direcció de producció                 | Luis Manso Marina Ortiz                             | Guanyador   |
| Premis Goya 2003                   | Millors efectes especials                    | Raúl Romanillo Félix Bergés Pau Costa Julio Navarro | Guanyadores |
| Premis Goya 2003                   | Millor muntatge                              | Iván Aledo                                          | Guanyador   |
| Premis Goya 2003                   | Millor disseny de vestuari                   | Tatiana Hernández                                   | Nominada    |
| Premis Goya 2003                   | Millor maquillatge i perruqueria             | José Antonio Sánche Paquita Muñoz                   | Guanyadores |
| Premis de la Unión de Actores 2003 | Millor interpretació femenina de repartiment | Berta Ojea                                          | Nominada    |
| Premis Godoy 2003                  | Pitjor interpretació femenina de repartiment | Berta Ojea                                          | Nominada    |
| Premis Turia                       | Premi “Huevo de Colón"                       | Benito Pocino                                       | Guanyador   |
| Premis expocine 2004               | Película més taquillera de 2003              | Película més taquillera de 2003                     | Guanyador   |

### Recaptació
A la seva estrena va recaptar 5,1 milions de euros en 325 cinemes, tenint la mitjana per còpia més alta d'una pel·lícula a Espanya de la història fins llavors, i convertint-se, en aquest moment, en la segona pel·lícula amb major recaptació en el seu primer cap de setmana a Espanya encara que posteriorment va ser superada primer per Torrente 3, el protector i més tard per L'orfenat. Entre la seva estrena, el 7 de febrer, i el 20 de febrer de 2003, 2.023.614 espectadors van anar a veure la pel·lícula, aconseguint recaptar més de 9 milions d'euros. A l'abril va estar a punt d'aconseguir els cinc milions d'espectadors. Va ser la pel·lícula més vista de 2003 (4.852.056 espectadors) i l'única espanyola que es va trobar entre els primers deu llocs del rànquing, a més es va convertir en la segona pel·lícula espanyola més taquillera després de The Others d'Alejandro Amenábar en la tercera amb més espectadors de la dècada. Més tard, L'orfenat la va superar com la segona més taquillera.

### Televisió
Es va estrenar en televisió el 10 de setembre de 2005 en Telecinco en prime time, dins de la seva secció Cinema 5 estrellas, amb uns molt bons registres d'audiència. El 21 de desembre de 2008, la cadena de Fuencarral va tornar a emetre-la, aquesta vegada en l'horari matinal, però els resultats van ser bastant pitjors. Posteriorment, el 29 d'agost de 2009, es va tornar a emetre per televisió, aquesta vegada pel canal Cuatro en la mateixa franja horària en la secció Cine Cuatro amb discrets resultats d'audiència. El 29 de març de 2010 aquest últim la tornaria a emetre, aquesta vegada en l'horari de sobretaula en la seva secció Home Cinema obtenint uns resultats similars.
Es va convertir en la primera espanyola a poder ser vista pel mòbil. Això va ser una iniciativa de Digital+ Movil, creada per Sogecable i Vodafone. La idea que s'emetés per aquest servei es va deure al gran èxit que tenia, ja que en els seus primers tres mesos ja s'havien apuntat 144.000 persones.